# Crkva Presvetog Trojstva u Velikom Trojstvu
Crkva Presvetog Trojstva u Velikom Trojstvu župna je rimokatolička crkva u Velikom Trojstvu u Bjelovarsko-bilogorskoj županiji.
U povijesnim spisima piše, da je 1316. godine postojao samostan i opatija Sveto Trojstvo. Od 1768. do 1779. godine, sagrađena je današnja crkva Presvetog Trojstva u baroknom stilu i obnavljana 1883., 1963. i 1995. godine. Jednobrodna je građevina većih dimenzija, pravokutnog tlocrta i užeg polukružno zaključenog svetišta, sa sakristijom južno uz svetište i zvonikom nad zapadnim pročeljem. Svodovi su oslikani likovima evanđelista, svetaca i biblijskim prizorima. Najraskošnije oblikovan dio crkve je glavno zapadno pročelje. Zvonik je u samom glavnom pročelju, uz koje su prigrađeni bočni prolazi arkade, što je jedinstven slučaj na bjelovarskom području.
Veliko Trojstvo je jedina općina u Hrvatskoj, koja je dobila ime po Presvetom Trojstvu, zbog istoimene crkve.

## Zaštita
Pod oznakom Z-2111 vodi se kao nepokretno kulturno dobro - pojedinačno, pravnog statusa zaštićena kulturnog dobra, klasificirano kao "sakralna graditeljska baština". 

## Galerija
- Crkva Presvetog Trojstva sa strane
- Pogled na crkvu Presvetog Trojstva